# Baron Rendlesham
Baron Rendlesham, of Rendlesham in the County of Suffolk, ist ein erblicher britischer Adelstitel in der Peerage of Ireland.

## Verleihung
Der Titel wurde am 1. Februar 1806 für den Unterhausabgeordneten und Direktor der Bank of England Peter Isaac Thellusson geschaffen.
Heutiger Titelinhaber ist seit 1999 sein Ur-ur-urenkel Charles Thellusson als 9. Baron.

## Liste der Barone Rendlesham (1806)
- Peter Thellusson, 1. Baron Rendlesham (1761–1808)
- John Thellusson, 2. Baron Rendlesham (1785–1832)
- William Thellusson, 3. Baron Rendlesham (1798–1839)
- Frederick Thellusson, 4. Baron Rendlesham (1798–1852)
- Frederick Thellusson, 5. Baron Rendlesham (1840–1911)
- Frederick Thellusson, 6. Baron Rendlesham (1868–1938)
- Percy Thellusson, 7. Baron Rendlesham (1874–1943)
- Charles Thellusson, 8. Baron Rendlesham (1915–1999)
- Charles Thellusson, 9. Baron Rendlesham (* 1954)

Voraussichtlicher Titelerbe (Heir Presumptive) ist der Cousin des aktuellen Titelinhabers, James Thellusson (* 1961).